# Liste des îles d'Estonie
L'Estonie compte 1 521 îles,,.

## Par superficie
| Île            | Superficie (km2) | Lieu                 | Image                       |
| -------------- | ---------------- | -------------------- | --------------------------- |
| Saaremaa       | 2 671            | Archipel de Moonsund | Leuchtturm bei Sääre, Sõrve |
| Hiiumaa        | 989              | Archipel de Moonsund | Tahkuna-Halbinsel           |
| Muhu           | 198              | Archipel de Moonsund | Muhu, Nordküste             |
| Vormsi         | 93               | Archipel de Moonsund | Vormsi, Hafen               |
| Kassari        | 19,3             | Archipel de Moonsund | Kassari, Landzunge          |
| Naissaar       | 18,6             | Golfe de Finlande    | Naissaar, Luftbild          |
| Kihnu          | 16,4             | Golfe de Riga        | Kihnu, Küste                |
| Väike-Pakri    | 12,9             | Golfe de Finlande    | Väike-Pakri, Küste          |
| Suur-Pakri     | 11,6             | Golfe de Finlande    | Suur-Pakri, Küste           |
| Ruhnu          | 11,4             | Golfe de Riga        | Ruhnu, Küste                |
| Abruka         | 8,8              | Archipel de Moonsund | Abruka, Küste               |
| Vilsandi       | 8,8              | Archipel de Moonsund | Vilsandi, Küste             |
| Piirissaar     | 7,8              | Lac Peïpous          | Piirissaar, Piirissaar      |
| Prangli        | 6,4              | Golfe de Finlande    | Prangli, Küste              |
| Osmussaar      | 4,6              | Golfe de Finlande    | Osmussaar, Küste            |
| Vohilaid       | 3,9              | Archipel de Moonsund | Vohilaid, Küste             |
| Aegna          | 2,9              | Golfe de Finlande    | Aegna, Küste                |
| Kõinastu laid  | 2,6              | Archipel de Moonsund | Kõinastu, Leuchtfeuer       |
| Võilaid        | 2,5              | Archipel de Moonsund |                             |
| Tauksi         | 2,5              | Archipel de Moonsund | Tauksi, Küste               |
| Suurlaid       | 1,9              | Archipel de Moonsund | Suurlaid, Lage              |
| Manilaid       | 1,9              | Golfe de Riga        | Manilaid                    |
| Väike Tulpe    | 1,8              | Archipel de Moonsund |                             |
| Kesselaid      | 1,7              | Archipel de Moonsund | Kesselaid, Küste            |
| Heinlaid       | 1,6              | Archipel de Moonsund | Heinlaid                    |
| Saarnaki laid  | 1,4              | Archipel de Moonsund | Saarnaki laid               |
| Kaevatsi laid  | 1,4              | Archipel de Moonsund | Kaevatsi, Lage              |
| Loonalaid      | 1,1              | Golfe de Finlande    | Loonalaid, Hof (1920er)     |
| Rammu saar     | 1,0              | Golfe de Finlande    | Rammu, Luftbild             |
| Hanikatsi laid | 0,9              | Archipel de Moonsund | Hanikatsi, Luftbild         |
| Mohni          | 0,6              | Golfe de Finlande    | Mohni, Leuchtturm           |
| Vaindloo       | 0,06             | Golfe de Finlande    | Vaindloo                    |
| Nootamaa       | 0,06             | Archipel de Moonsund | Nootamaa, Lage              |

## Par ordre alphabétique

### A
Abruka - Adralaid - Aegna - Ahelaid - Aherahu – Aherahu (Väinameri) - Ahessäär - Ahtra- Aksi - Allirahu (Kõiguste) - Allirahu (Pihtla) - Allu saar - Alumine Vaika saar - Anekäbrud – Ankrurahu - Annilaid – Antsulaiud – Anulaid

### E-G
Eerikukivi - Eerikulaid - Elmrahu - Esirahu - 
Gretagrund

### H-J
Hanemaa - Hanerahu - Hanerahu (Jausa laht) - Hanikatsi laid - Hara saar - Harilaid - Heinlaid (Väinameri) - Hellamaa rahu - Hiiumaa - Hobulaid - Hõralaid - Härjakare - Härjamaa - Hülgelaid – Hülgerahu - Imutilaid - Innarahu -
Juksirahu -

### K
Kadakalaid - Kaevatsi - Kajakarahu - Kakralaid - Kakrarahu - Kakrasaar - Karirahu - Kassari - Kasselaid - Keri - Kerju - Keskmine Vaika saar - Kesselaid - Kihnu - Kitselaid - Kiveslaid - Koerakuiv - Koipsi – Krassi - Kreenholm - Kriimi laid - Kräsuli - Kuivarahu - Kolmekivirahu -Kulkna - Kullilaid - Kullipank - Küllisäär - Kumari - Kuningasaar - Kunnatilaid - Kuradisäär – Kuralaid - Kurgurahu - Kõbajad - Kõbajalaid - Kõinastu laid - Kõrgelaid - Kõrksaar - Kõverlaid - Käkimaa – Käkirahu – Külalaid

### L-M
Laasirahu – Laidu – Laimadal – Langekare – Leemetikare – Liia (Liialaid) – Liisi laid – Liivakari – Linnusitamaa – Lombimaa – Loonalaid – Luigerahu – Läkumätas - Manilaid – Mardirahu – Maturahu – Mihklirahu – Mohni – Mõndelaid – Muhu – Munaderahu – Munasaar – Mustarahu – Mustpank – Mustpank (Vaika)

### N-O
Nabralaid – Naissaar – Naistekivi maa – Ninalaid – Noogimaa – Nootamaa – Nosurahu – Oitma laid – Ojurahu – Orikalaid – Ooslamaa – Osmussaar -

### P
Paelaid – Pakri saared – Pakulaid – Papilaid – Papirahu – Pasilaid –  Pedassaar – Pihanasu – Pihelgalaid – Pihlakare – Pihlalaid – Piirissaar – Pikknasv – Piskumadal — Pitkasääremaa – Porgi – Prangli – Puningalaid – Põdvalaid – Põiksäär – Pätsurahu – Pühadekare -

### R
Rammu saar – Rampsilaid – Rannasitik – Rauarahu - Riinurahu – Rohusi saar – Rooglaid – Rootsiku laid – Ruhnu – Rukkirahu – Rusulaid -

### S
Sääreots – Saaremaa – Saarnaki laid – Salava – Sangelaid – Seasaar – Selglaid – Sepasitik – Siiasaar – Sillalaid – Sill-laid – Sipelgarahu – Sitakare — Sokulaid — Sorgu – Suuregi laid – Suurepoldi laiud – Suurlaid – Suur-Pakri – Suur-Pihlakare – Suurrahu - Suur Tulpe - Sõmeri – Sääri -

### T-U
Taguküla laid – Tarja – Tauksi – Telve – Tondirahu – Tondisaar – Täkulaid – Täkunasv -
Udrikulaid — Uhtju saar — Umalakotid — Umblu — Urverahu — Uuemererahu — Uus-Nootamaa -

### V
Vahase – Vahelmisrahu – Väike-Pakri – Vaika saared  – Väike Tulpe  – Vaindloo – Valgerahu – Vareslaid – Varesrahu – Vasikalaid – Vassiklaid - Vesiloo – Vesitükimaa – Vesitükimaa laiud - Viirelaid – Vilsandi – Vissulaid – Vohilaid – Vormsi – Võilaid – Võrgukare – Väike-Pakri – Väike-Pihlakare –

### Ö-Ü
Öakse -
Ülemine Vaika saar -